# Арт-Миф
Арт-Миф — международная художественная ярмарка, проводившаяся в Москве с 1990 по 1993 год в ЦДХ и Центральном выставочном зале «Манеж».

## История ярмарки
Первая ярмарка АРТ-МИФ открылась в Москве 18 октября 1990 года в Центральном доме художника. Организаторы первого АРТ-МИФа по причине финансовых затруднений даже не смогли оформить выставочные стенды — их заменяла натянутая на трубы ткань, ставшая специфическим экспозиционным дизайном в стиле «бедного искусства».
В оргкомитет АРТ-МИФа, вскоре преобразованный в ООО «Московские художественные ярмарки изобразительного искусства», входили И. Крымова, Л. Бажанов, И. Бакштейн, М. Гельман, Д. Дондурей, В. Мейланд, Г. Никич, И. Ценципер, М. Черепашенец. В дирекции ярмарки работал Максим Боксер.
Одним из ценовых рекордов ярмарки было приобретение в 1993 году банком «Империал» для своей корпоративной коллекции работы Александра Якута «Спящая красавица» за 250 тысяч долларов.

## Наиболее известные участники
- Крокин галерея
- Первая галерея
- Якут-галерея